# Rubus troiensis
Rubus troiensis är en rosväxtart som beskrevs av Newton. Rubus troiensis ingår i släktet rubusar, och familjen rosväxter. Inga underarter finns listade i Catalogue of Life.